# Idaho City
Idaho City – miasto w Stanach Zjednoczonych, w stanie Idaho, siedziba administracyjna hrabstwa Boise.